# Intervenție chirurgicală

Chirurg efectuând o incizie

Intervenția chirurgicală (sau operația chirugicală) este acțiunea terapeutică chirurgicală, efectuată asupra unui organ sau a unui țesut bolnav.
Se efectuează atunci când tratamentul medicamentos nu este eficace, exemple:
- refacerea unui traumatism (fractură, hemoragie);
- eliberarea unui organ aflat în stare de compresie (ocluzie intestinală);
- corectarea unei malformații sau anomalii (chirurgie plastică, chirurgie estetică).

Printre operațiile cele mai răspândite, se află:
- operația de cataractă;
- circumcizia, efectuată în special din motive religioase;
- extracția dentară.